# 一劍
《一劍》（一剣），是日本演歌歌手冰川清志的第10張單曲。2006年3月15日由日本哥倫比亞發行。
本曲於Oricon公信榜一上榜便打入週間總榜的第2位、演歌及歌謠部第1位，是自《大井追之音次郎》以來連續第8隻單曲能打入總榜頭10位之內。同時在2006年度總排名榜位列第76位，同樣是演歌及歌謠部中排名最高的，當年同時能打入年度總榜首100位的，還有水森香織的《熊野古道》，位列84位。最終本曲在Oricon公信榜停留達50週，超越了《白雲之城》的記錄。
因歌曲大熱，當年獲得了多個獎項。其中以第48回日本唱片大賞榮獲最高殊榮的「唱片大賞」，是繼1993年香西薰的《無言坂》後，13年後再有演歌獲得此獎項。另外也獲得第39回日本作詩大賞「入賞曲」及第39回日本有線大獎「最多點播曲賞」及「有線音樂優秀賞（演歌）」。然而，冰川在先前三屆的日本有線大獎中均赢得「最高大獎」，本年度欲四度稱霸但最終落空，敗於倖田來未《悲夢之歌》下。
冰川於第57回NHK紅白歌合戰中選唱了本曲。

## 單曲資料

### CD版本
- 發行日期：2006年3月15日
- 曲目：

1. 一劍（一剣）
2. 清志森林中的石松（きよしの森の石松）
兩曲均由松井由利夫作詞、水森英夫作曲
3. 一劍（原調伴唱版）
4. 清志森林中的石松（原調伴唱版）
5. 一劍（降半音伴唱版）

### DVD版本
- 發行日期：2006年4月19日
- 曲目：

1. 一劍（一剣）
松井由利夫作詞、水森英夫作曲
2. 一劍（原調伴唱版）
最高曾於Oricon公信榜DVD週間排名第19位。